# Mundubbera
Mundubbera ist eine kleine Stadt mit etwa 1.100 Einwohnern am Ufer des Burnett River im australischen Bundesstaat Queensland. Sie befindet sich 405 Kilometer nordwestlich von Brisbane und 207 Kilometer südwestlich von Bundaberg am Burnett Highway. Die Stadt liegt im Verwaltungsgebiet (LGA) North Burnett Region.
Mundubbera bezeichnet sich selbst als die Zitrushauptstadt von Queensland, allerdings wird dieser Titel auch von der Nachbarstadt Gayndah für sich beansprucht.

## Geschichte
Mundubbera bedeutet in der Sprache der Aborigines entweder Schritte im Wald oder Treffpunkt der Wasser. Die letzte Bedeutung bezieht sich auf den Zusammenfluss von Burnett, Auburn und Boyne River in der Nähe der Stadt.
Die ersten Europäer kamen in den späten 1840er Jahren in diese Gegend. Die Vermessung und Planung der Stadt am Südufer des Burnett River fand 1863 statt. Jedoch dauerte es fast 60 Jahre bis sich eine nennenswerte Zahl von Menschen in der Stadt niederließen. Vor allem Deutsche, Engländer und Holländer kamen nach der zweiten Stadtplanung im Jahr 1911, diesmal am Nordufer des Flusses, nach Mundubbera. Ein Grund für die späte Besiedlung war, dass sich das mit dickem Gestrüpp und großen Bäumen bewachsene Gebiet nur sehr schwer urbar machen ließ. Ein Eisenbahnanschluss folgte 1914.
Im Nachbarort Gayndah wurden bereits seit 1892 Zitrusfrüchte angebaut, aber erst Henry Zipf, ein Milchbauer, pflanzte 1933 als Erster hier eine Zitrusplantage und legte den Grundstein für Mundubbera, als einer der Hauptexporteure von Zitrusfrüchten. Die meisten Mandarinen die aus Australien exportiert werden stammen aus dieser Region. Die letzten Dürre im Jahr 2006 und die Nachwirkungen der Citrus-canker-Epidemie, eine Bakterieninfektion die Zitrusbäume befällt, in Emerald haben diesem Industriezweig nachhaltig geschadet.
Während der Überschwemmungen in Queensland 2011 war Mundubbera schwer betroffen, der Burnett River erreicht mit 18,25 m seinen höchsten Stand seit 1942. Zahlreiche Häuser waren überflutet und mussten evakuiert werden. Die Stadt war dabei mehrere Tage von der Außenwelt abgeschnitten.

## Industrie
Die Industrie in Mundubbera basiert ausschließlich auf Land- und Forstwirtschaft, wobei die Rinderzucht und, in den künstlich bewässerten Gebieten, der Obstanbau überwiegen. Hier vor allem Zitrusfrüchte, Mangos, Avocados und Steinfrüchte. Außerdem ist Mundubbera der größte Produzent von Weintrauben in Queensland.
Während der Erntezeit verdoppelt sich die Einwohnerzahl der Stadt durch zahlreiche Wanderarbeiter und Backpacker die hier in den Plantagen Arbeit suchen.
Mit den großflächigen Staatswäldern in dieser Gegend gibt es zudem Holzwirtschaft, mit einem Sägewerk direkt in der Stadt.

## Sehenswürdigkeiten

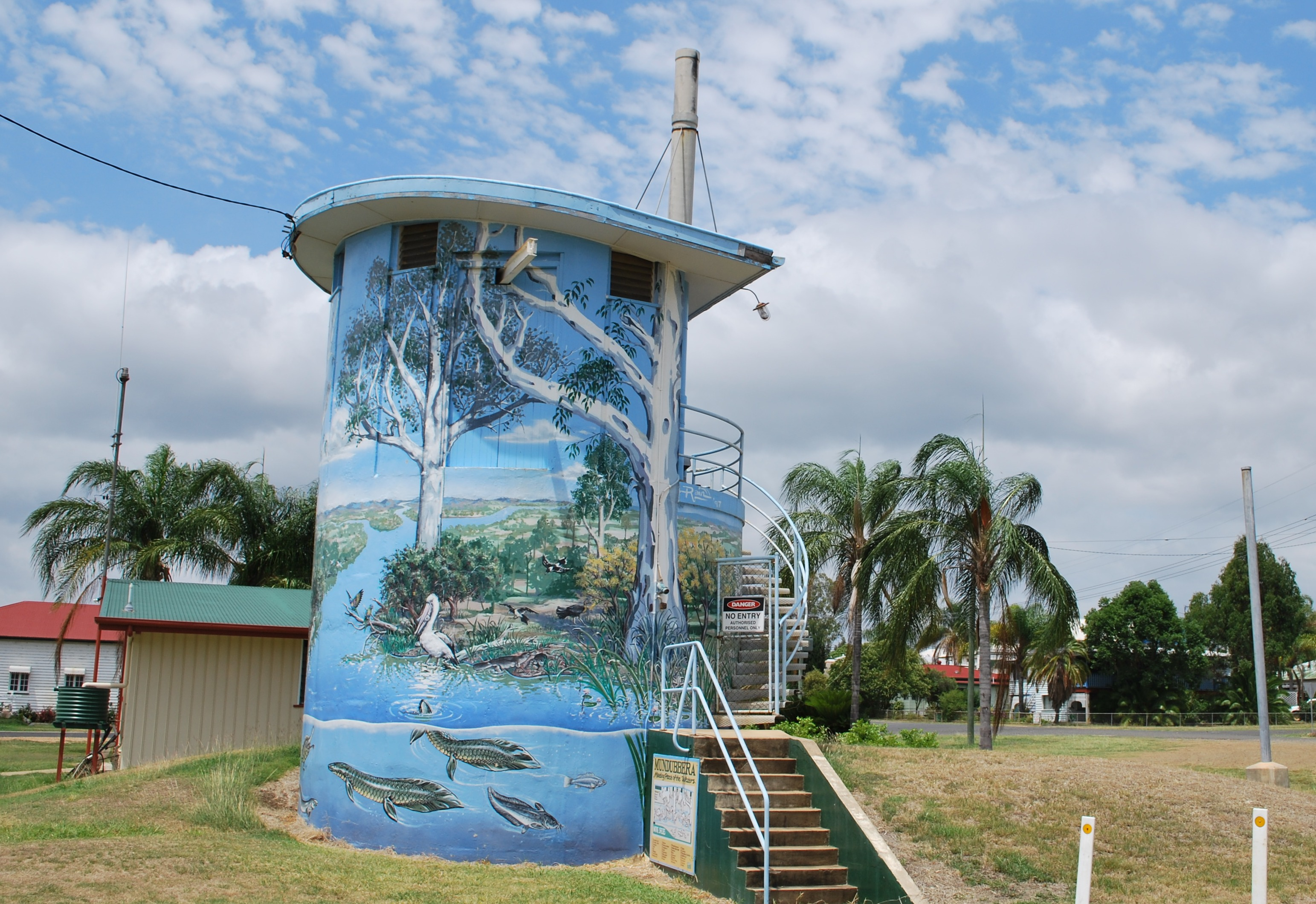
Das 360-Grad-Gemälde zeigt den Zusammenfluss der drei Flüsse

- Im nahegelegenen Auburn-River-Nationalpark kann man den australischen Lungenfisch (Neoceratodus forsteri) beobachten. Ein seltenes lebendes Fossil, das nur im Burnett und Mary River vorkommt. Weitere beliebte Aktivitäten im Park sind Wandern und Klettern.[6]

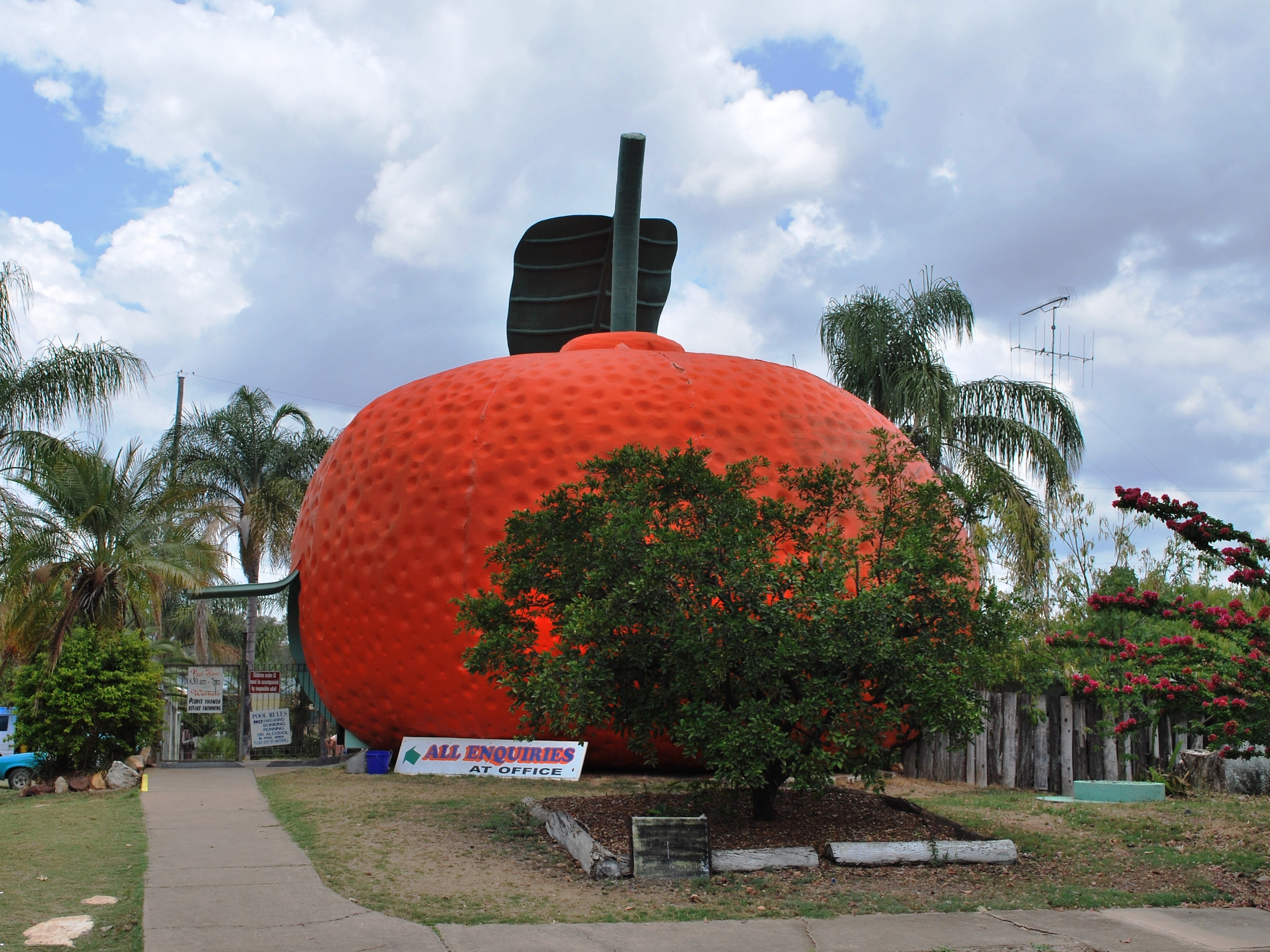
Big Mandarin

## Söhne und Töchter der Stadt
- Brian Manning (1932–2013), Gewerkschafter und politischer Aktivist
- Wayne Goss (1951–2014), der frühere Premierminister von Queensland
- Judy Watson (* 1959), eine australische Bildhauerin
- Stuart Tinney (* 1964), ein Vielseitigkeitsreiter
- Martin Love (* 1974), ein Cricketspieler